# 岩出駅
岩出駅（いわでえき）は、和歌山県岩出市高塚にある、西日本旅客鉄道（JR西日本）和歌山線の駅。岩出市の代表駅である。
快速列車の停車駅である。ただし、国鉄時代に運行されていた急行「紀ノ川」は、当駅は通過していた。

## 歴史
- 1901年（明治34年）10月10日：紀和鉄道の打田駅 - 船戸駅間に大宮仮停車場として開設[1][2]。
- 1902年（明治35年）
  - 3月1日：大宮駅に昇格[1][2]。
  - 4月1日：岩出駅に改称[1][2]。
- 1904年（明治37年）8月27日：紀和鉄道の路線を関西鉄道が買収。同社の駅となる[1]。
- 1907年（明治40年）10月1日：関西鉄道が鉄道国有法により国有化。国有鉄道の駅となる[1]。
- 1909年（明治42年）10月12日：線路名称制定。和歌山線の所属となる[1]。
- 1978年（昭和58年）4月1日：貨物の取り扱いを廃止[2]。
- 1984年（昭和59年）10月20日：荷物扱い廃止[2]。
- 1987年（昭和62年）4月1日：国鉄分割民営化により、西日本旅客鉄道の駅となる[1][2]。
- 2020年（令和2年）
  - 2月26日：駅バリアフリー化工事完成。これに伴い、旧跨線橋撤去。
  - 3月14日：ICカード「ICOCA」が利用可能となる[3]。自動改札機の供用を開始[3]。
- 2021年（令和3年）7月1日：駅業務がJR西日本メンテックからJR西日本交通サービスに移管された。
- 2023年（令和5年）5月31日：みどりの窓口の営業を終了[4]。

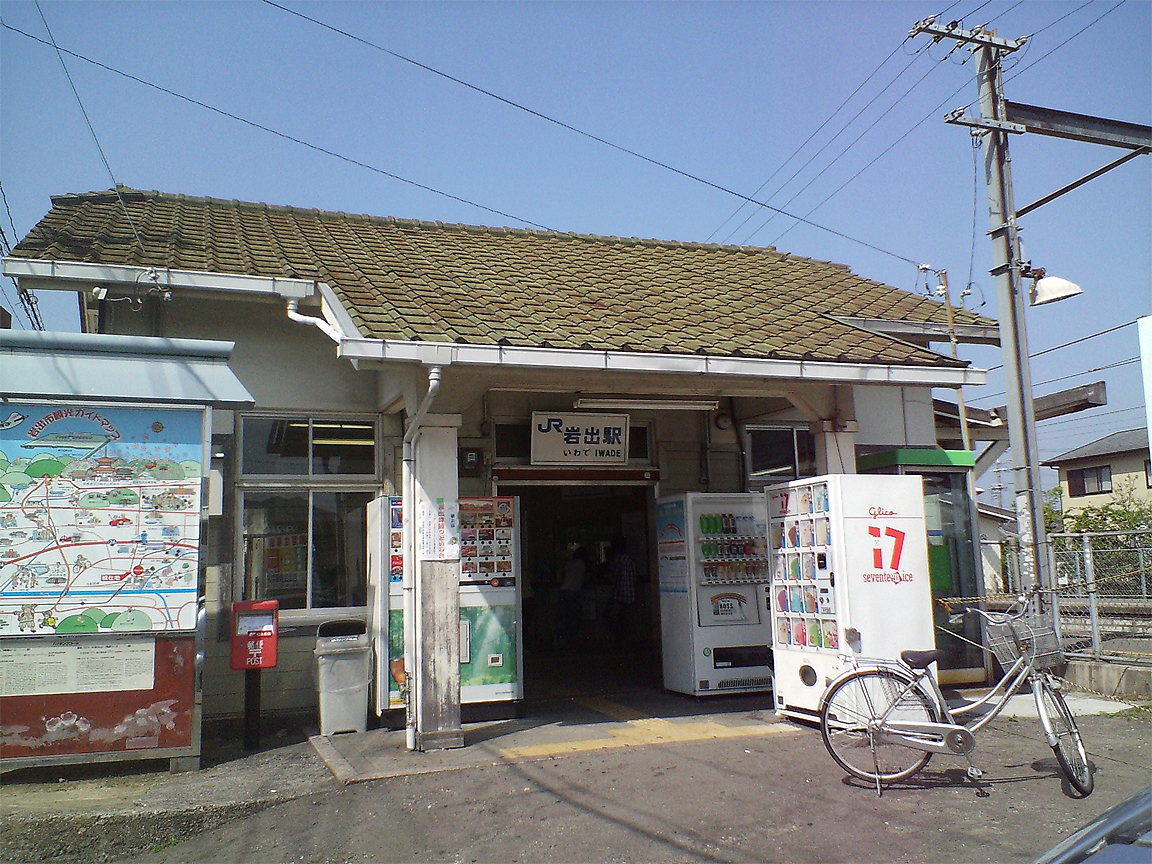
リニューアル前の駅舎（2008年5月）

## 駅構造
2面2線の相対式ホームを有する地上駅。木造の駅舎が線路の西側（1番ホーム側）にあり、対面の2番ホームへはエレベーター付き跨線橋で連絡している。長らく老朽化した無蓋跨線橋で連絡していたが、2018年度から進められていたバリアフリー化工事により2020年2月からエレベーター付き跨線橋の供用が開始された。1番ホームに多目的トイレが設置されている。また、ホームの北側（粉河方）には1本の留置線がある。（非電化）
橋本駅が管理し、JR西日本交通サービスが駅業務を受託する業務委託駅。駅舎内には自動券売機、ICカード対応の自動改札機が設置されている。自動改札機設置により乗り越し精算機や改札口コールシステムが設置された。e5489と同様のサービスに対応している。線内では数少ない有人駅である。

### のりば
| のりば | 路線     | 方向 | 行先           |
| ------ | -------- | ---- | -------------- |
| 1      | 和歌山線 | 上り | 粉河・橋本方面 |
| 2      | 和歌山線 | 下り | 和歌山方面     |

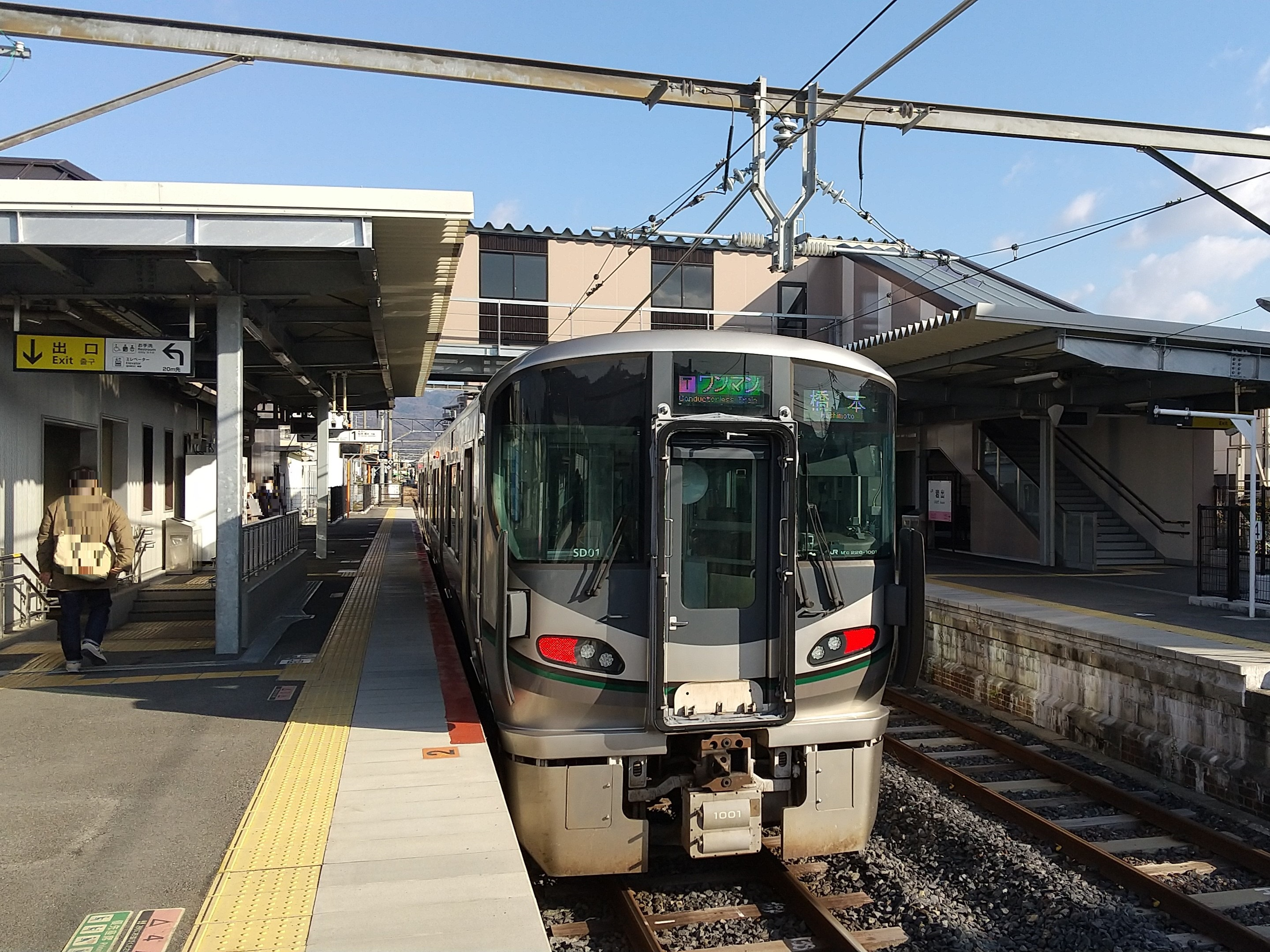
ホーム（2022年12月）

## 利用状況
近年の1日平均乗車人員は以下の通り。
| 年度   | 1日平均 乗車人員 |
| ------ | ---------------- |
| 1998年 | 2,032            |
| 1999年 | 1,947            |
| 2000年 | 1,880            |
| 2001年 | 1,843            |
| 2002年 | 1,754            |
| 2003年 | 1,773            |
| 2004年 | 1,841            |
| 2005年 | 1,884            |
| 2006年 | 1,923            |
| 2007年 | 1,921            |
| 2008年 | 1,957            |
| 2009年 | 1,860            |
| 2010年 | 1,908            |
| 2011年 | 1,934            |
| 2012年 | 1,954            |
| 2013年 | 2,064            |
| 2014年 | 1,999            |
| 2015年 | 2,067            |
| 2016年 | 2,058            |
| 2017年 | 1,970            |
| 2018年 | 1,973            |
| 2019年 | 1,891            |
| 2020年 | 1,667            |
| 2021年 | 1,703            |
| 2022年 | 1,712            |

## 駅周辺
- 岩出市役所
- 岩出市立駅前ライブラリー（岩出市立岩出図書館分室）
- 大宮神社
- 和歌山県立那賀高等学校
- 岩出警察署
- 岩出郵便局
- 紀陽銀行岩出支店
- 南都銀行岩出支店
- 国道24号（和歌山バイパス）
- 和歌山県道131号新田広芝岩出停車場線
- 和歌山県道134号小豆島岩出線
- 和歌山県道14号和歌山打田線（国道24号・旧道）

### バス路線
- 和歌山バス那賀 - 近畿大学、樽井駅前、りんくうタウン駅前方面。かつては南海和歌山市駅や紀伊駅方面への路線があった。
- 紀の川コミュニティバス - 紀の川市西部や岩出市の駅、公共施設、病院やスーパーなどの施設を巡回。
- 岩出市巡回バス - 市内巡回。

## 隣の駅
西日本旅客鉄道（JR西日本）
 和歌山線
■快速
打田駅 - 岩出駅 - 和歌山駅
■普通
下井阪駅 - 岩出駅 - 船戸駅